# Cantón Altagracia
El Cantón Altagracia consistía en la entidad territorial del estado Zulia, en Venezuela que precedió a los distritos Miranda y Bolívar y que ocupaba el territorio de los actuales municipios Miranda, Santa Rita, Cabimas, Simón Bolívar, Lagunillas y Valmore Rodríguez. Recibió el nombre de su capital, Los Puertos de Altagracia.

## Ubicación
Limitaba al norte con el Golfo de Venezuela, al sur con el cantón Gibraltar (actuales municipio Baralt y municipio Sucre) en el río Machango, al este con los estados Falcón y Lara en las serranías de Ziruma y el Empalado y al oeste con el lago de Maracaibo.

## Historia
El cantón Altagracia fue creado como una nueva división político territorial de la provincia de Maracaibo (posteriormente estado Zulia a partir de 1864) en el año 1835 cuando la sección Zulia, fue dividida en los cantones Maracaibo, Zulia, Perijá, Gibraltar y Altagracia. 
Su capital fue establecida en la población de Los Puertos de Altagracia. La provincia de Maracaibo fue creada en 1676 como provincia de Mérida de Maracaibo, con el territorio de la anterior Provincia de Mérida y el área de Maracaibo, cedida por la Provincia de Venezuela, la capital y el nombre fueron cambiados en 1682 a provincia de Maracaibo.
En 1823 luego de la batalla del lago, la provincia de Maracaibo es incorporada a la Gran Colombia como departamento del Zulia.
En 1830 la provincia de Maracaibo pasa a ser parte del Estado de Venezuela.
En 1835 la provincia es dividida en secciones y cantones, siendo creado el cantón Altagracia dentro de la sección Zulia.
En 1840 Cabimas es elevada a parroquia eclesiástica.
En 1856, se eliminan las secciones al quedar la provincia de Maracaibo con la única sección Zulia, la provincia queda dividida en los mismos cantones y en parroquias.
En 1864 la provincia de Maracaibo pasa a llamarse estado Zulia, el cantón Altagracia, cambia de nombre y pasa a ser Distrito Miranda

## Geografía

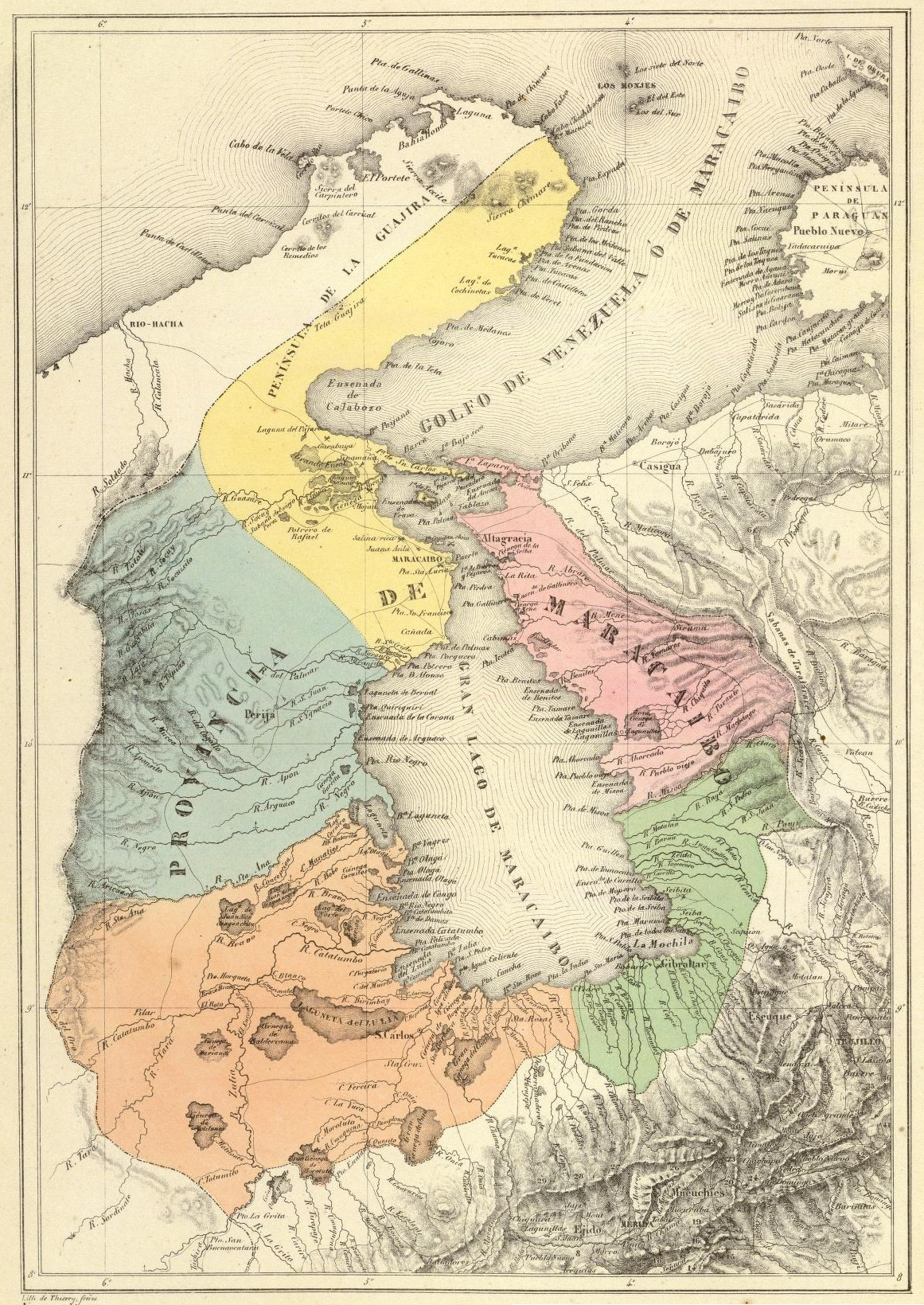
Mapa de la Provincia de Maracaibo con el Cantón Altagracia en rosa.

El cantón Altagracia estaba conformado entre 1821 y 1864 por los actuales municipios Miranda (sin Quisiro), Santa Rita, Cabimas, Simón Bolívar, Lagunillas y Valmore Rodríguez, y entre 1883 y 1884 por los actuales municipios Miranda, Santa Rita, Cabimas, Simón Bolívar, Lagunillas y Valmore Rodríguez.
Estaba constituido por una zona de llanuras bajas y lagunas naturales que bajan de las serranías de Ziruma y el Empalado. Las lagunas eran La Telefónica (nombre moderno) El Mene, Guavina, La Salina, Ulé, Lagunillas y en el Hato Tía Juana (nombre moderno).
Las llanuras tienen bosques tropicales secos que fueron profundamente intervenidos durante la existencia del distrito para convertirlos en campos de cultivo y tierras de pastoreo.

## Parroquias
Originalmente el cantón no tenía divisiones, siendo que el mismo era una división de la sección Zulia de la provincia de Maracaibo.
En 1856 se crearon las parroquias Altragracia, Ciruma, La Rita, Cabimas y Lagunillas.

## Poblaciones
Entre los pueblos que conformaban el cantón Altagracia estaban:
- Los Puertos de Altagracia (cabecera o capital).
- Los Jovitos
- Sabaneta de Palmas
- Palmarejo
- El Concejo de Ciruma
- Santa Rita
- La Misión
- Ambrosio
- Cabimas (Punta Icotea)
- La Rosa
- Lagunillas de Agua

El territorio comprendido entre la Rosa y Lagunillas de Agua (Palafitos) estaba ocupado por los Hatos Benítez, San Isidro, Los Riteros, Ulé, Taparito, Tía Juana, Tamare y Las Morochas. No existía Ciudad Ojeda, fundada en 1941, ni Lagunillas.
Punta Gorda Parroquia Punta Gorda aparece referida como una península del Lago de Maracaibo, desde los mapas del siglo XVII.

## Economía
Originalmente la pesca era la principal actividad económica en los puertos de Altagracia, Sabaneta de Palmas, Los Jovitos, Palmarejo, Santa Rita, Cabimas, Lagunilas y Tasajeras.
Durante la existencia del cantón se produjo la transformación del espacio natural, los bosques fueron intervenidos y convertidos en tierras de labranza y pastoreo, se crearon haciendas y hatos que fueron los precursores de poblaciones actuales entre los que se encontraban San Isidro, Los Riteros, Ulé, Taparito, Tía Juana, Tamare.
El ganado era beneficiado en el área de Tasajeras, lo que le dio nombre a esa zona.

## Política
El cantón Altagracia era representado por un Jefe de cantón, el cual no tenía autoridad real sobre el territorio siendo sus funciones más parecidas a las de un jefe civil, entre las que se encontraban: 
- Catastro
- Registro de nacimientos
- Registro de esclavos (hasta la abolición de la esclavitud por José Gregorio Monagas en 1854)
- Registro de Matrimonios (desde la instauración del matrimonio civil por Antonio Guzmán Blanco en 1873)

El orden público y las tributaciones corrían a cargo del gobierno central, así como la educación pública y gratuita instituida por Guzmán Blanco en 1870.
Las obras eran nulas, el cantón no tenía presupuesto ni para construir una plaza, ni un camino. Las plazas, caminos y servicios de agua vendrían con el Distrito (y a partir de 1952).
El cantón Altagracia, contenía las parroquias eclesiásticas Altagracia, Santa Rita (1806) y Cabimas (1840).

## Disolución
La reforma de la constitución de Venezuela de 1904, disolvió los cantones, creando la figura de los Distritos, el cantón Altagracia fue dividido en Distrito Miranda y Distrito Bolívar.

## Legado
El nombre del cantón Altagracia, permanece en la parroquia Altagracia del municipio Miranda (Zulia).